# Braunsia antefurcalis
Braunsia antefurcalis är en stekelart som beskrevs av Watanabe 1937. Braunsia antefurcalis ingår i släktet Braunsia och familjen bracksteklar. Inga underarter finns listade.